# Ferenc Vecsey
El baró Ferenc Vecsey de Vecsei, Böröllői i Izsákfa (a Alemanya Franz von Vecsey, a Itàlia Ferenc de Vecsey) (Budapest, 23 de març, 1893 – Roma, 5 d'abril, 1935), va ser un violinista i compositor hongarès. Un membre famós de la família Vecsey.

## Biografia

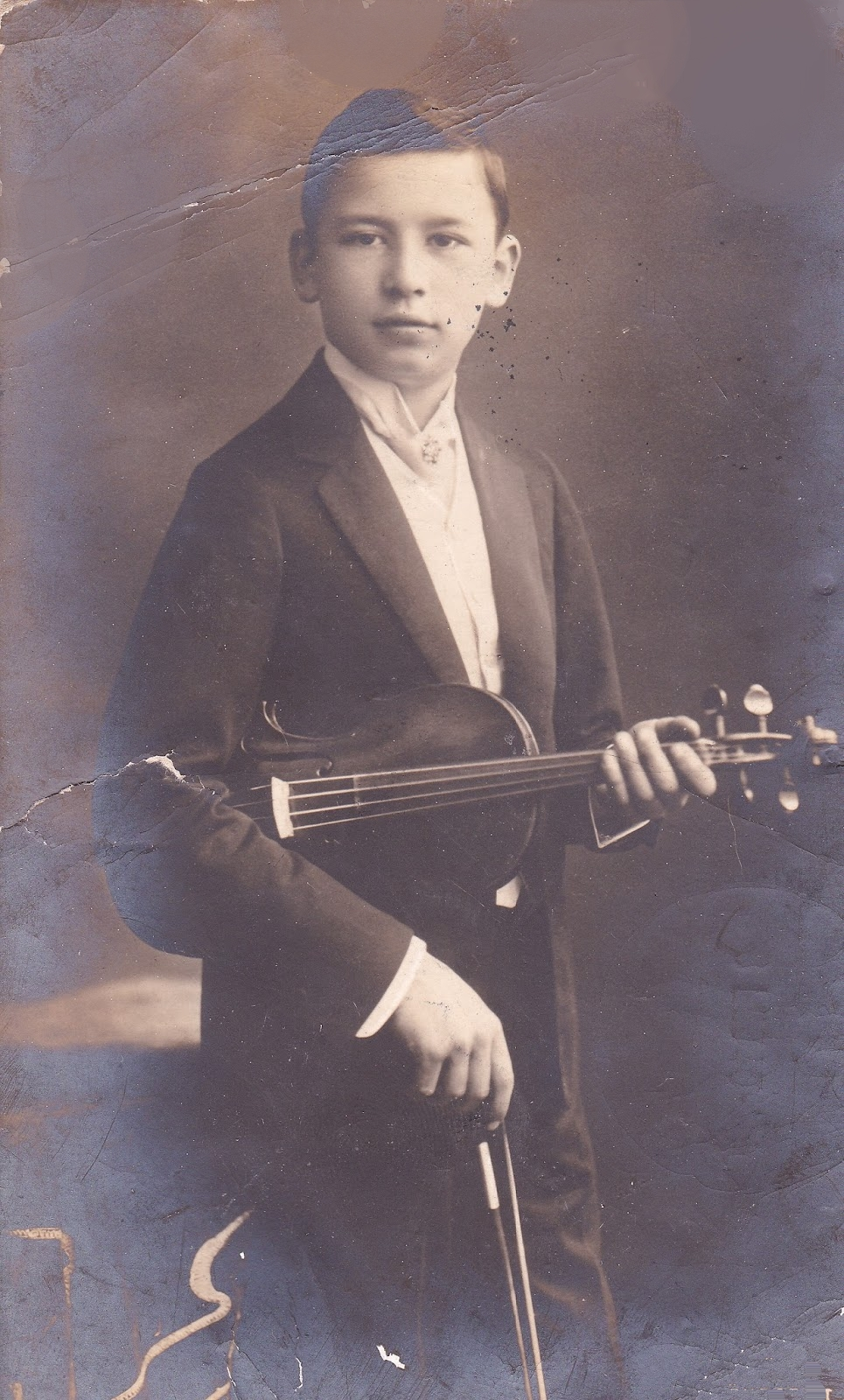
Ferenc Vecsey cap al 1905

El seu pare era Lajos Vecsey, un violinista de formació, la segona dona del qual va ser Margit Szentkirályi, que al seu torn va ser una excel·lent pianista. Del seu matrimoni van néixer Ferenc i la seva germana, que més tard van viure a la finca de Kaposvár del seu marit, Tibor Sebestyén Kovács, com a adults. El seu oncle era el pintor Tivadar Vecsey.

De petit, els amics i la família de Ferenc el van anomenar Frenki, en honor al seu padrí, el Dr. Frank. Des de petit, el petit Frenki es va criar amb la música de Bach, Mozart i Beethoven, i va sentir els seus pares tocar des de la llar d'infants. El seu pare aviat es va adonar de les seves habilitats musicals i va començar a ensenyar-li. Fins als cinc anys, el seu pare li va ensenyar a tocar el violí i després va introduir els coneixements musicals del nen a Jenő Hubay. Hubay va prometre escoltar el nen de tant en tant. Quan tenia set anys, li va ensenyar de manera privada durant un any i després durant dos anys a l'Acadèmia de Música, on va entrar de molt jove. Aquí també va estudiar teoria musical. Va fer la seva primera aparició pública el 1899 a Tátraszéplak. Tenia deu anys quan ja havia desenvolupat tant en termes d'expressió tècnica i artística que va causar un gran enrenou durant un concert a l'Acadèmia de Música amb la seva interpretació d'un concert de Wieniawski. Després del concert, un empresari li va proporcionar una beca per a una gira europea. El seu primer viatge el va portar a Berlín. Hubay va recomanar Joseph Joachim de camí. Va visitar el famós mestre antic, que, malgrat el seu origen hongarès, era el director fundador de l'Acadèmia de Música de Berlín en aquell moment. Joachim sentia antipatia pel petit Vecsey, que va ser proclamat un nen geni, però complint el desig de Hubay, va escoltar el nen prodigi en companyia del director de concerts Hermann Wolf. 
| « | "M'he fet vell, però mai a la vida havia trobat un talent per al violí com aquest", | » |

va declarar Joachim. El debut del petit Vecsey a Berlín va ser una processó triomfal. Va oferir quinze concerts davant d'auditoris plens. A partir de llavors, la seva processó triomfal es va tornar imparable. Va tocar per a la tsarina russa i la reina britànica, i va participar en un concert a la cort, interpretant música per a l'emperador Guillem II. Deixant de banda l'estat de nen prodigi, va continuar els seus estudis de teoria musical a Berlín. A Berlín, va estudiar composició amb Paul Juon, entre altres coses. Durant les seves gires de concerts, també va fer gires per Amèrica i l'Àsia Oriental. El 1906, va ser l'acompanyant de piano de Béla Bartók a Espanya i Portugal. Jean Sibelius va dedicar el seu únic concert per a violí a Vecsey. Durant les seves gires, va tornar a Hubay per continuar la seva formació. El 1911, va actuar al concert orquestral organitzat per a l'Exposició Internacional de Belles Arts de Roma, del qual Hubay era el director. El seu debut va ser tan reeixit que va passar la resta de la seva vida a Itàlia, però també va actuar ocasionalment a Budapest. El 1924 i el 1926, va oferir un total de 25 concerts a Budapest i a les principals ciutats del país. A Itàlia, va conèixer la comtessa Giulietta Baldeschi, que més tard es va convertir en la seva esposa. Per amor a la seva esposa, es va convertir de la religió reformada a la fe catòlica romana, tot i que més tard a la vida també va simpatitzar amb el budisme. A Itàlia, va viure a la finca de la seva esposa a Perugia, i més tard a Venècia, l'elegant Palazzo Giustiniani es va convertir en la seva llar. Va morir jove, als quaranta-dos anys, a Roma. Poc abans, havia estat tractat per símptomes de grip greus, i es va planejar una cirurgia d'emergència per salvar-li la vida, però el seu cor no va poder resistir la cirurgia.
Va guanyar fama mundial amb el seu estil elegant i les seves habilitats virtuoses. També va escriure obres musicals: peces virtuoses hongareses per a violí solista (Valse triste etc.); peces de saló.

## Valse trist - en diverses actuacions
- Interpretat per Katica Illényi (violí) amb acompanyament orquestral
- Traduït i interpretat per György Cziffra (piano)
- Interpretat per Mária Gyurkovics (veu)
- Interpretat per János Pere (veu)